# Курганье (Рогачёвский район)
Курганье (бел. Курганне) — агрогородок в Рогачёвском районе Гомельской области Белоруссии. Административный центр Курганского сельсовета.

## География

### Расположение
В 46 км на восток от районного центра и железнодорожной станции Рогачёв (на линии Могилёв — Жлобин), 89 км от Гомеля.

### Гидрография
Южнее агрогородка Курганье находится исток реки Рекотун (также Рекотина, бел. Ракатун, пол. Rakutiną), которая протекает рядом с населённым пунктом и является левым притоком Днепра. Также в агрогородке расположено озеро. Местные жители называют его Веробьишиным озером.

## Транспортная сеть
Транспортные связи по просёлочной дороге, затем по шоссе Довск — Гомель. Планировка состоит из чуть изогнутой длинной улицы, близкой к меридиональной ориентации, к которой на севере присоединяются 3 прямолинейные улицы, соединённые между собой 3 короткими улицами. Застройка двусторонняя, местами неплотная, преимущественно деревянная, усадебного типа.

## История
Обнаруженный археологами курганный могильник XI—XII веков (26 насыпей, в 0,5-0,6 км на восток от деревни) свидетельствует о заселении этих мест с давних времён. Согласно письменным источникам, известен с XVIII века как селение в Речицком повете Минского воеводства Великого княжества Литовского. После 1-го раздела Речи Посполитой (1772 год) в составе Российской империи. Согласно ревизии 1816 года, в Довской волости Рогачёвского уезда Могилёвской губернии. В 1858 году владение Д. П. Турченинова. Помещик владел здесь в 1870 году 150 десятинами земли. Действовал хлебозапасный магазин. В 1909 году 271 десятина земли.
С 20 августа 1924 года до 1939 года и с 16 июля 1954 года центр Курганского сельсовета Городецкого, с 4 августа 1927 года Рогачёвского, с 12 февраля 1935 года Довский, с 26 мая 1935 года Журавичского, с 17 декабря 1956 года Рогачёвского района Бобруйского (до 26 июля 1930 года) округа, с 20 февраля 1938 года в Гомельской области.
В 1930 году организован колхоз «1 Мая», работала кузница. Во время Великой Отечественной войны каратели сожгли в 1943 году 7 дворов, убили 3 жителей. В боях за деревню и окрестности погибли 176 советских солдат и партизан (похоронены в братской могиле в центре деревни). В числе похороненных командир 10-й Журавичской партизанской бригады С. М. Белых, который погиб 29 апреля 1943 года. Освобождена 26 ноября 1943 года. 22 жителя погибли на фронте. В 1975 году к населенному пункту присоединена деревня Дедлово. Центр совхоза «1 Мая». Располагались спиртзавод, комбинат бытового обслуживания, механическая мастерская, средняя школа, Дом культуры, библиотека, фельдшерско-акушерский пункт, детский ясли-сад, отделение связи, столовая, магазин.
В состав Курганского сельсовета входила до 1975 года не существующая в настоящее время деревня Дедлово.
В 2011 году деревня Курганье преобразована в агрогородок.

## Общественные места агрогородка в наши дни
В наши дни в агрогородке работают сельский совет, средняя общеобразовательная школа, детский ясли-сад, два продовольственных магазина, почтовое отделение, клуб, библиотека, фельдшерско-акушерский пункт, кладбище. Здание, в котором расположены библиотека, клуб и почтовое отделение имеет украшенный декорациями двор. Также присутствуют несколько беседок, детская площадка.

## Население

### Численность
- 2019 год — 205 дворов, 508 жителей.
- 2018 год — 518 жителей.
- 2004 год — 218 хозяйств, 567 жителей.

### Динамика
- 1816 год — 24 двора, 118 жителей.
- 1858 год — 127 жителей.
- 1896 год — 32 двора.
- 1909 год — 34 двора, 266 жителей.
- 1925 год — 48 дворов.
- 1940 год — 120 дворов, 430 жителей.
- 1959 год — 512 жителей (согласно переписи).
- 2004 год — 218 хозяйств, 567 жителей.
- 2018 год — 518 жителей.
- 2019 год — 205 дворов, 508 жителей.

## Культура
- Сельский Дом народного творчества

## Достопримечательность
- Бывший панский дом